# Mladen Božović
Mladen Božović (Montenegrijns: Младен Божовић) (Podgorica, 1 augustus 1984) is een profvoetballer uit Montenegro, die speelt als doelman. Het staat sinds het seizoen 2010-2011 onder contract bij de Hongaarse club Videoton, en kwam eerder onder meer uit voor FK Partizan Belgrado.

## Interlandcarrière
Božović maakte zijn debuut voor de nationale ploeg van Montenegro op 3 juni 2007 in de vriendschappelijke wedstrijd tegen Colombia, die met 1-0 werd verloren door Montenegro dankzij een doelpunt van aanvaller Radamel Falcao. Het duel was de derde interland voor de voormalige Joegoslavische deelrepubliek als zelfstandige staat. Bondscoach Zoran Filipović stuurde Božović na de eerste helft het veld in als vervanger van Vukašin Poleksić. Ook invaller Rade Petrović maakte in die wedstrijd zijn debuut voor Montenegro.